# Сорболо Медзани
Со̀рболо Медза̀ни (на италиански: Sorbolo Mezzani) е община в Северна Италия, провинция Парма, регион Еиилия-Романя. Административен център на общината е град Сорболо (Sorbolo), който е разположен на 28 m надморска височина. Населението на общината е 12 768 души (към 2019 г.).
Общината е създадена в 1 януари 2019 г. Тя се състои от предшествуващите общини Медзани и Сорболо.